# ボルボ・カー・ジャパン
ボルボ・カー・ジャパン株式会社（英: Volvo Car Japan Limited）は、日本におけるボルボ車のインポーター（輸入業者）である。旧社名:ピー・エー・ジー・インポート株式会社（PAG Import,Inc.）

## 概略
- かつては日本国内でフォード・モーター系列のインポーターとして、 ボルボ・カーズ・ジャガー・デイムラー(Daimler Motoren)・ランドローバー・アストンマーティンで構成される「プレミア・オートモーティブ・グループ」（PAG）を統括する日本法人として活動していた。各ブランドのカラーを維持したまま効率の良いビジネスを目指すべく、営業・マーケティングは各ブランドで独立して行い、輸入権・国内流通前整備・部品供給・人事・経理などのバックオフィス部門を当該会社に全て集約していた。
- フォード・モーターがPAGに属する企業を売却したことにより取り扱いブランドがボルボのみとなり、現在はボルボ車の輸入販売を行っている（沿革を参照）。
- ただし現在も各ブランドは業務協力関係にあり、豊橋のPDI&サービストレーニングセンターは、ジャガー・フォード・ランドローバー・ボルボとの合同運営となっている。

## 沿革
PAGインポートの沿革は、連続した吸収合併と商号(社名)変更により難解であるが、登記上の存続会社は1977設立の(旧商号)日本レイランド株式会社(後のローバージャパン)である。
- 1999年2月、ボルボの乗用車部門(ボルボ・カーズ)がフォード・モーターに買収される。
- 1999年3月、米国法人である「フォード・ジャパン」が設立され、日本法人である「フォード自動車（日本）」の機能がフォード・ジャパンに統合される。
- 2000年6月、フォード自動車（日本）が「ピー・エー・ジー日本株式会社（PAG日本）」へ商号を変更する。
- 2000年7月、フォードによるボルボ・カーズ買収に伴い、PAG日本がボルボ・カーズ・ジャパンの事業を継承し、PAG日本がボルボ・カーズの日本における統括法人となる。
- 2000年、フォードのランドローバー買収によるオースチン・ローバー・グループ解体に伴い、BMWジャパンの完全子会社であったローバージャパンをフォードが買収し、ランドローバー部門の事業継承のために「ランドローバージャパン」に改組する。
- 2001年12月、ランドローバージャパンが「PAGインポート株式会社」と商号を変更する。同時に「ジャガージャパン株式会社」をPAGインポートが吸収合併する。

ランドローバー事業は「ランドローバージャパン」、ジャガー事業は「ジャガージャパン」のブランド名を引き続き使用。
- 2002年5月、PAG日本をPAGインポートが吸収合併し、「新生」PAGインポートが設立された。同時にアストンマーティンの日本における統括事業を加え「アストンマーティンジャパン」が誕生する。

この頃から、フォードも含め、PAGが統括するブランドのグループメリットを生かし、各ブランドの複合店舗化が始まる。特にジャガーとランドローバーは、複合ショールーム化が積極的に進められた。
- 2005年、ジャガージャパンとランドローバージャパンの2つの組織を統合し、「ジャガー&ランドローバージャパン」のブランドが誕生する。

しかし、急激な経済状況の悪化により、各ブランドの身売り話が持ち上がり、PAGの前途に暗雲が垂れ込め始めた。
- 2007年、アストンマーティンの売却に伴い、同ブランドがPAGインポートから離脱した。
- 2008年3月26日、ジャガーとランドローバーがタタ・モーターズ（インド）に約23億ドルで買収されたことに伴い、両ブランドがPAGから離脱することとなり、2008年4月、「ジャガー&ランドローバージャパン」部門をPAGインポート出資の別法人として分離。「ジャガー・ランドローバー・ジャパン株式会社」が誕生する。
- 2008年10月、「ジャガー・ランドローバー・ジャパン株式会社」の全株式をタタ・モーターズ傘下の「ジャガーカーズ」（英国）へ譲渡。これにより、両ブランドの日本における事業が、フォードPAGから正式に離脱した。
- 2009年5月1日、正式社名をボルボ・カーズ・ジャパン株式会社（Volvo Cars Japan Limited）に変更する。
ただし、あくまでも社名変更であり、1998年まで存在した「ボルボ・カーズ・ジャパン」とは全く別の企業である。
- 2013年4月1日、正式社名をボルボ・カー・ジャパン株式会社（Volvo Car Japan Limited）に変更する。